# (16119) Bronner
(16119) Bronner (1999 XS60) – planetoida z grupy pasa głównego asteroid okrążająca Słońce w ciągu 3,64 lat w średniej odległości 2,37 j.a. Odkryta 7 grudnia 1999 roku.